# 洋浦风波
洋浦风波是指1989年围绕海南省洋浦地区将土地出让给国外企业的开发模式是否“引狼入室”、“开门揖盗”，引起的轩然大波。

## 事件过程
1987年10月4日，海南省筹备组两位领导人许士杰、梁湘来到洋浦考察，决定把海南经济特区建立后的第一个引进项目放在这里：规划洋浦港，建立为重化工基地，以及改造岛内农业为现代化农业；采取引进外资承租土地进行开发。
1988年4月13日，国内首创在海南建省设立经济特区，洋浦地区成为开发的试验地。然而，仅开发洋浦地区中的“七通一平”就需要100多亿元的投资，而海南省年财政收入才4.2亿元，国家一年能给予海南省的低息贷款也只有2亿元。于是产生了“引进外资成片承包，系统开发，综合补偿”的利用外资进行开发的方式。
6月，海南省政府与日本熊谷组（香港）有限公司（下称香港熊谷组）达成开发洋浦地区的初步协议。
11月，邹尔康在北京向中共中央政治局委员、国务院副总理田纪云汇报洋浦地区开发，并把当时香港熊谷组主席于元平从香港请到北京，当面了解洋浦地区开发的规划。
12月，国家副主席王震视察海南，接见鼓励于元平投资开发洋浦，并挥毫题词：“洋浦开发，前景广阔。”
1989年1月17日至20日，田纪云率国家计委、经贸部、人民银行、财政部、海关总署、特区办公室等部门的负责人去海南考察论证，邹尔康汇报了洋浦地区开发采取“成片开发，综合补偿”的模式。
春节，中共中央总书记赵紫阳视察深圳、珠海，梁湘专程赶到做了当面汇报。赵紫阳表示同意，允许熊谷组承包开发洋浦开发区。
2月，应国务院特区办主任何春霖要求，海南省委给党中央、国务院呈报了“洋浦开发报告”，只等开发方案获批。
3月，在全国政协七届二次大会上，五名全国政协委员提交报告《对海南省拟引进外资，开发洋浦地区的意见的联合发言》，提出海南省拟将洋浦港中心地区30平方公里的土地，以每亩2000元人民币的低价租给日本企业熊谷组，期限长达70年，此举欠妥。随即，多位政协委员就这个问题分别联名递交了提案，在国内引起轩然大波，一些学生甚至上街游行，贴出了“还我海南”的标语，高呼“收回洋浦港，严惩卖国贼”的口号。。
3月28日，邓小平将全国政协主席李先念转给的报告批示：“请紫阳、李鹏同志酌处。我认为五位同志的意见值得郑重考虑。”
3月31日，中共海南省委书记许士杰、省长梁湘就洋浦开发问题给中央军委主席邓小平和国家主席杨尚昆上书《关于海南省设立洋浦经济开发区的汇报》，说明实情，澄清误解。
4月28日，邓小平审阅批示：“我最近了解情况后，认为海南省委的决策是正确的，机会难得，不宜拖延，但须向党外不同意者说清楚。手续要迅速周全。”
5月，全国政协经济委员会派出以经叔平任组长的调查组，到海南进行调查和考察，对洋浦开发作出了公正评价。

## 争论焦点
洋浦地区的开发是参照国际惯例来的，但是，在全国政协七届二次会议上，这种模式遭到了一些人的公开指责，将“土地大面积承包给外商”与殖民时代丧权辱国的“租界”联系起来，甚至将两者划上等号，将成为中国近代史上的新国耻，形同“引狼入室”、“开门揖盗”。上海《解放日报》率先对此作详尽报道，围绕着出租外商土地70年、由其成片开发的“洋浦模式”是否“卖国行为”、是否吃亏等问题展开了激烈的争论。“风波”迅速波及全国，并且在日本、美国、香港、澳门等国家和地区引起强烈的反响。

## 后续
1992年，邓小平发表南方谈话之后。3月9日，国务院正式批准海南省吸收外商投资开发洋浦地区30平方公里土地建设“洋浦经济开发区”。